# Mujeres (película de 1989)
Mujeres es una película de Argentina filmada en colores dirigida por Rosario Zubeldía sobre su propio guion escrito en colaboración con Teresa Costantini y Claudia Soria que se produjo en 1989 y no fue estrenada comercialmente. Tuvo como actores principales a Marita Ballesteros, Beatriz Spelzini y Teresa Costantini.

## Sinopsis
Tres amigas de 40 años que se encuentran en crisis experimentan sus fantasías durante un fin de semana, en una quinta de San Isidro para bucear en sus historias íntimas en un ámbito propicio y buscar un camino transformador de su realidad.

## Reparto
Intervinieron los siguientes intérpretes:
- Marita Ballesteros
- Beatriz Spelzini
- Teresa Costantini
- Fabián Vena
- Daniel Kuzniecka
- Felipe Méndez
- Alejandro Milrud